# Sicyodes inflectaria
Sicyodes inflectaria là một loài bướm đêm trong họ Geometridae.